# Iglesia de Santiago Apóstol (Bollullos Par del Condado)
La iglesia de Santiago Apóstol está localizada en la localidad de Bollullos Par del Condado, en la provincia de Huelva, España. 
En el edificio confluyen los estilos mudéjar y barroco, con clara influencia de las iglesias sevillanas de la época y siguiendo un modo de proceder característico de la práctica constructiva del siglo XVIII en la zona.

## Historia
Fue erigida según los postulados mudéjares en torno al siglo XIV, de los que conserva las tres naves y la capilla Mayor. El estilo barroco se halla representado en los elementos que componen la ampliación realizada en el último cuarto del setecientos, respecto del cuerpo mudéjar preexistente, con la adición de un tramo, fachada, torre y capilla bautismal que supone el primer encargo realizado por el arquitecto diocesano Antonio de Figueroa y Ruiz. Su intervención en esta Iglesia se considera como una de las postreras muestras del peculiar estilo, denominado barroco triunfal, y uno de los primeros anuncios del cambio de rumbo que demanda los nuevos tiempos en su gusto por la primacía de la línea rococó sobre las masas barrocas, como se aprecia en su magnífica fachada principal.
La torre presenta la tipología característica del siglo XVIII en Andalucía, con origen en la Giralda, y forma parte de un peculiar conjunto de torres onubenses levantadas por el mismo autor y siguiendo un modelo muy similar.
Hay que tener en cuenta que el inmueble supone una pieza más de la intensa actividad constructiva religiosa que caracteriza la arquitectura onubense del siglo XVIII, motivada por un conjunto de circunstancias económicas, demográficas y naturales que ha venido a definirse como su edad de oro. Las obras efectuadas en la iglesia durante el último cuarto del setecientos comparten los detonantes y caracteres de la práctica edilicia provincial en estos momentos, siendo por tanto un elemento imprescindible para su correcta y global compresión.
El resto de las capillas y otros espacios agregados al buque de la Iglesia se levantan a partir del siglo XIX dando lugar a una cuarta nave abierta en el lado del Evangelio.

## Descripción
El inmueble fue construido en el siglo XIV y se adapta al modelo de templo mudéjar de tres naves, la central más alta y ancha que las laterales, separadas mediante pilares cruciformes sobre los que descansan arcos formeros de medio punto doblados y delimitados por alfiz. Las naves se cubren con armadura de madera, la central de par y nudillo y las laterales de colgadizo.
La segunda gran etapa constructiva del edificio fue realizada en el último cuarto del siglo XVIII en estilo barroco. En ella se llevó a cabo la ampliación de un tramo hacia los pies de las tres naves, el coro bajo y tribuna superior, capilla bautismal, reformas del trazado de arcos y molduraciones interiores, así como la fachada de los pies y la torre. 

### La capilla Mayor
La capilla Mayor tiene planta rectangular y testero plano. Está cubierta con bóvedas, nervada de terceletes en el espacio anterior y de medio cañón apuntado en la zona de la cabecera que cobija el retablo mayor. Se encuentra a mayor altura que la nave y se accede a través de una escalinata, delimitada en ambos lados por una baranda metálica con pasamanos de madera. 

#### Retablo Mayor
El retablo Mayor, que cubre el testero plano de la cabecera de la capilla, fue realizado por Manuel Guzmán Bejarano y Luis Jiménez entre 1958 y 1959. Se compone de banco, un cuerpo central y ático superior. El banco consta de un expositor y sagrario central flanqueados con pilastras terminadas en ménsulas. El cuerpo central está dispuesto de tres calles con hornacina en la central, sobre la que muestra un pequeño nicho que alberga la imagen de Santiago Apóstol a caballo, obra de 1949 realizada por el escultor Aniceto Marinas, y repisas en las laterales sobre las que se ubican óvalos con los relieves de San Bernardo y San Francisco Javier. Las tres calles están flanqueadas con estípites y entablamento superior movido. El ático termina en forma semicircular, en cuyo centro se halla el relieve de la Santísima Trinidad entre dos repisas que albergan las imágenes de San Pedro y San Pablo, así como seis ángeles portando guirnaldas de flores. El conjunto muestra el paramento dorado decorado con motivos vegetales.
La hornacina de la calle central alberga la imagen de la Inmaculada Concepción, escultura de bulto redondo realizada en 1960 por Francisco Buiza Fernández.
En el lado izquierdo de la nave central, y adosado al tercer pilar que la separa de la nave del Evangelio, se ubica el púlpito. Está realizado en hierro forjado y es fruto de la restauración de la posguerra, a imitación de otro púlpito anterior desaparecido.

### El coro
El coro se halla a los pies de la nave central y ocupa el primer tramo. El coro bajo cierra la nave de la que se separa mediante una reja de hierro realizada en 1778, dispuesta con dos cuerpos superpuestos y decrecientes de barrotes abalaustrados. Después de 1936 fue recompuesta por el maestro Almeida quien añadió los remates de la crestería, a base de flores de lis, eses contrapuestas y, en el centro, la Cruz de Santiago. En el interior se encuentra la sillería coral realizada en madera de ciprés, obra inacabada de Antonio Delgado Jiménez. En 1996 se le incorporaron balaustres, jarras y frontones partidos. En la zona superior se levanta el coro alto y ocupa también los pies de las tres naves, las cuales presentan antepecho de hierro forjado. 

### Las naves
Las dos capillas situadas en las cabeceras de las naves laterales muestran cubiertas planas y se comunican con el presbiterio mediante vanos de medio punto rebajados. La capilla de la nave de la Epístola alberga el retablo de Santa Rita, obra realizada en 1946 por Manuel Cano Lagares, en madera tallada en su color. La hornacina central contiene la imagen de Santa Rita de Casia vestida con hábito agustino.
Preside la nave del Evangelio el retablo de la Virgen de Fátima, obra realizada en 1952 por Alfonso González.
En el tercer tramo de la nave de la Epístola se abren dos vanos, el primero más cercano a la cabecera se corresponde con un arco rehundido, decorado con pinturas, en cuyo interior, sobre peana tallada y dorada del siglo XIX, se encuentra la imagen de candelero de la Virgen del Rosario, realizada por Antonio Castillo Lastrucci en 1940. De la imagen desaparecida en 1936 porta la corona, media luna y cetro de plata con decoración de rocallas de principios del siglo XIX.
El segundo está cubierto con un retablo de tradición barroca realizado por Manuel Cano Lagares en 1945 en madera de color natural. Está compuesto de banco, un cuerpo de una calle con hornacina central flanqueada por columnas entorchadas y ático superior compuesto de un gran penacho. La hornacina alberga la imagen de San Antonio de Padua tallada en la misma fecha por J. Lara. A continuación se ubica un retablo de escayola, de 1947, en cuyo interior se encuentra la imagen de la Virgen de las Alegrías, imagen de candelero del siglo XVII retallada por Antonio Castillo Lastrucci en 1944. 

#### Capilla bautismal
A la capilla Bautismal se accede a través de la nave del Evangelio en su primer tramo, a través de un vano de medio punto cubierto con reja de hierro forjado realizada en 1778. Tiene planta cuadrada cubierta con bóveda semiesférica sobre pechinas. En su interior se encuentra la pila bautismal realizada en mármol blanco, cuya taza descansa sobre un pie abalaustrado de sección cuadrangular.

#### Nave del Sagrario
A partir de esta capilla, y paralelo a la nave del Evangelio, se abre un espacio rectangular, dividido mediante arcos de medio punto sobre pilares de sección cuadrangular, dando prácticamente lugar a una nueva nave denominada del Sagrario. Sus tres tramos son cuadrados y están cubiertos con dos bóvedas de crucería en los extremos y en el central con bóveda semiesférica sobre pechinas.
A este cuerpo o nave se abren cuatro capillas: la primera, de San José, es de planta cuadrangular cubierta con cúpula de media naranja sobre pechinas decoradas con pinturas al fresco alusivas al patriarca.
Se conserva a los pies de la citada nave del Sagrario un magnífico simpecado de la Hermandad de la Virgen del Rocío bordado en seda y realizado en 1936, año de su fundación. Ante él se expone la imagen de plata y marfil de la Virgen de las Mercedes que lleva el carretón del Rocío, obra de Juan Fernández y Francisco Buiza.
Le sigue el tramo central de dicha nave cubierto con bóveda de media naranja, decorada con lesenas o pilastras, y presidido por la capilla de la Hermandad del Santo Entierro de Cristo, Santa Cruz en el Monte Calvario, Soledad de María Santísima y Alegría de Nuestra Señora, fundada en 1627. 
El testero de la capilla lo conforma un retablo realizado en obra compuesto de dos cuerpos dispuestos, con hornacina central en el primero y camarín flanqueado por dos repisas en el segundo. La hornacina del cuerpo inferior alberga la imagen del Cristo de la Buena Muerte yacente, escultura realizada en 1946 por Rafael Barbero Medina. En ambos lados del altar arrancan sendas escaleras que conducen al camarín cubierto con bóveda semiesférica, decorada con nervios ondulados y cornisa denticulada, cuyo interior alberga la imagen de la Virgen de la Soledad en sus Dolores, obra de Antonio Castillo Lastrucci realizada en 1943.

#### Capilla de la Hermandad del Cristo de la Vera Cruz
La capilla de la Hermandad del Cristo de la Vera Cruz, que se ubica en el tercer tramo de la nave del Sagrario, tiene planta cuadrada cubierta con techo plano. Se construyó en 1914, como consecuencia de la edificación de la nueva capilla Sacramental. Presiden bajo dosel de terciopelo rojo el Cristo de la Vera Cruz, escultura de madera de naranjo policromada, obra del escultor Antonio Delgado Jiménez realizada entre 1941 y 1943, y la Virgen de la Esperanza, imagen de candelero de 1952 realizada por Rafael Barbero Medina. La Hermandad existía con anterioridad a 1627 y gozaba de la tradición de ser la más antigua del pueblo.
Datos históricos publicados en las Actas del I Congreso Mundial de Hdades. de la Vera Cruz, celebrado en Sevilla en 1992, datan la fundación de esta Hdad., entre los años 1575 y 1600.

#### Capilla sacramental
Preside esta nave auxiliar la capilla Sacramental de planta trapezoidal cubierta con bóveda de arista, construida en 1915 y decorada en 1981 por José Colchero Caro. Sobre la reja que cubre el ingreso a la capilla campea la leyenda «Capilla del Dulce Nombre de Jesús». 
En el muro frontal de la capilla se ubica un retablo neobarroco tallado por Antonio Delgado Jiménez en 1946 y dorado por Alfonso González Pérez. Se compone de banco con sagrario central realizado en bronce dorado con aplicaciones y esculturas de plata que representan a Santiago Apóstol, la Inmaculada, Niño Jesús eucarístico, San Fernando y San Francisco, un cuerpo con hornacina central que alberga la imagen del Corazón de Jesús, obra de taller de las Escuelas Profesionales de Sarria, de 1946, flanqueada con columnas salomónicas y ático superior. El retablo presenta el paramento dorado decorado con guirnaldas vegetales. Un vano cubierto con vidriera y decorado con los símbolos eucarísticos ilumina la capilla.

### Portadas
En el exterior, la fachada de los pies del templo presenta una disposición de tres portadas. Estas se encuentran separadas mediante dos grandes pilastras cajeadas, decoradas con motivos de rombos y círculos que enlazan en la zona superior con un sencillo entablamento en cuyos lados se remata con pináculos. Sobre el conjunto se levanta un cuerpo central a modo de ático compuesto de un vano de medio punto flanqueado con pilastras y frontón triangular coronado también con pináculos.
La portada central es la más sencilla y aparece configurada por dos grandes pilastras toscanas que flanquean un arco de medio punto cegado, ligeramente abocinado y apeado en pilares con impostas, en cuyo interior se abre un vano adintelado. Trozos de entablamento y sendos óculos coronan las citadas pilastras enlazadas además por una moldura mixtilínea sobre la que se establece un vano rebajado que da luz al coro.
Las portadas laterales tienen las mismas características constructivas y decorativas. Presenta cada una un vano escarzado entre columnas adosadas a pilastras y traspilastras sobre potentes basamentos. En dichos soportes descansa un frontón de lados cóncavos con remates piramidales que flanquean una hornacina central, enmarcada con molduras muy movidas, actualmente ocupadas por las imágenes de San Antonio en la portada derecha y de Santiago en la izquierda.
La portada que se abre en la nave de la Epístola se halla a nivel más alto que el suelo, diferencia que salva mediante una escalera con antepecho de hierro. Se compone de un vano adintelado flanqueado por pilastras en los laterales y frontón triangular en la zona superior. En el lateral izquierdo de esta fachada se ubica un cuadro de azulejos dedicado a San Cayetano. 

### La Torre
La torre ocupa el ángulo lateral izquierdo del buque de la Iglesia y se encuentra adosada a las fachadas de los pies y del Evangelio. Es de planta cuadrada compuesta de un alzado de tres cuerpos: caña, cuerpo de campanas y chapitel. El primero es de mayor altura y acentúa su impulso vertical mediante un panel de enmarcamiento que simula pilastras en los ángulos. En el centro del frente meridional, y dispuestos verticalmente, se abren tres pequeños vanos adintelados y un balcón con baranda de hierro forjado sobre el que se ubica el reloj de esfera, colocado en este lugar en 1889. También en este cuerpo y en el mismo frente se encuentra un cuadro de azulejos del siglo XVIII con la representación de la Virgen del Carmen con el Niño, cabezas de ángeles y a sus pies la representación de las Ánimas del Purgatorio, enmarcados con motivos florales. Separa el primero del segundo cuerpo de campanas una imposta con pinjantes y un banco apilastrado realizado con ladrillos vistos, en cada uno de sus flancos se abren vanos de medio punto entre estípites pareados planos, de orden toscano. Un segundo banco apilastrado con cornisa remata el conjunto y da paso al chapitel poligonal, revestido de azulejos en blanco y azul, coronado por una cruz de hierro que se asienta sobre un cuerpo octogonal, circundado con pilares en los ángulos y coronados con jarrones y antepecho de hierro en cada uno de sus frentes. La torre en su segundo cuerpo presenta decoración de cerámica vidriada de color azul, en pinjantes, estípites, pretil y soporte octogonal del chapitel.
El acceso a la torre se realiza a través del muro lateral izquierdo del coro alto. El interior del primer cuerpo se compone de una rampa en torno a un machón central que comunica con el cuerpo de campanas.